# Timo Tammemaa
Timo Tammemaa (* 18. November 1991 in Kuressaare) ist ein estnischer Volleyballnationalspieler.

## Karriere
Tammemaa begann seine Karriere 2009 bei Selver Tallinn. Mit dem Verein gewann er 2010 und 2011 das nationale Double aus Pokal und Meisterschaft. 2012 und 2013 folgten ein weiterer Pokalsieg und ein weiterer Meistertitel. Außerdem siegte Tallinn dreimal in der Baltic League. Von 2014 bis 2016 spielte der Mittelblocker beim Ligakonkurrenten Pärnu VC. Mit der estnischen Nationalmannschaft gewann er 2016 die Europaliga. Anschließend war in der Saison 2016/17 der französische Verein Spacer’s Toulouse seine erste Station im Ausland. Dort wurde Tammemaa französischer Vizemeister. 2017 wechselte Tammemaa zum belgischen Erstligisten Noliko Maaseik. Mit dem Verein wurde er 2018 und 2019 Meister und spielte in der Champions League. 2018 gelang Tamemaa mit Estland außerdem der erneute Gewinn der Europaliga (Golden League). In der Saison 2019/20 mit Tours Volley-Ball französischer Meister. Danach war er in der polnischen Liga aktiv. Zunächst spielte er zwei Jahre bei Asseco Resovia Rzeszów und in der Saison 2022/23 bei Czarni Radom. 2023 wurde Tammemaa vom deutschen Bundesligisten Berlin Recycling Volleys verpflichtet. Mit den BR Volleys gewann er den DVV-Pokal 2023/24 und wurde deutscher Meister. Danach verließ er den Verein mit unbekanntem Ziel.